# Donald Carcieri
Donald L. Carcieri, född 16 december 1942 i East Greenwich, Rhode Island, är en amerikansk republikansk politiker. Han var guvernör i Rhode Island från 2003 till 2011.
Han studerade vid Brown University. Han var gymnasielärare i matematik och senare en framgångsrik bankman.
I 2002 års guvernörsval besegrade han demokraten Myrth York. Han omvaldes 2006. I januari 2011 efterträddes han av den obundne Lincoln Chafee.